# قلعه کهنه امغان
قلعه کهنه امغان مربوط به اوایل سده‌های دوران‌های تاریخی پس از اسلام است و در تربت جام، ۵ کیلومتر غرب شهر واقع شده و این اثر در تاریخ ۲۵ اسفند ۱۳۷۹ با شمارهٔ ثبت ۳۱۰۱ به‌عنوان یکی از آثار ملی ایران به ثبت رسیده‌است.